# Agnes Bennett
Agnes Elizabeth Lloyd Bennett, OBE (Sydney, 24 giugno 1872 – Wellington, 17 novembre 1960), è stata un medico neozelandese, direttrice di un'unità medica della prima guerra mondiale e in seguito ricevette un O.B.E. per i suoi servizi nel migliorare la salute di donne e bambini.

## Biografia
Agnes Bennett nacque a Sydney, nel Nuovo Galles del Sud, Australia, il 24 giugno 1872, sesta figlia di William Christopher Bennett e della sua prima moglie Agnes Amelia, nata Hays. Il padre di Agnes era un ingegnere e il commissario per le strade e i ponti per il Nuovo Galles del Sud. Lei frequentò la Sydney Girls High School ed il Cheltenham Ladies' College, la Dulwich Girls' High School e Abbotsleigh. Nel 1878 Agnes Bennett aveva portato i suoi figli in Inghilterra per la scuola, ma morì di vaiolo nel giugno 1881 e tornarono in Australia. La Bennett vinse una borsa di studio nel 1890 e studiò scienze all'Università di Sydney (B.Sc., 1894) e fu la prima donna a ricevere un BSc con onori dell'Università di Sydney. Era segretaria e insegnante di scuola notturna della Women's Association (poi University Women's Settlement).

## Vita come medico
Inizialmente nell'impossibilità di trovare un lavoro come medico, lavorò per un po' come insegnante e governante, poi lasciò l'Australia nel 1895 per studiare all'Edinburgh College of Medicine for Women che era stato fondato da Elsie Inglis e suo padre John Inglis. Studiò con i compagni australiani Kate Welton Hogg e Mary Booth e le irlandesi Eleanor Sproull ed Elizabeth Macrory. Si laureò in MB CM presso l'Università di Edimburgo nel 1899. Tornò a Sydney nel 1901 e fondò uno studio privato a Darlinghurst Road, ma nonostante prestasse consulenza medica gratuita fu costretta a rinunciare alla professione a causa dei pregiudizi allora diffusi contro le dottoresse. Lavorò brevemente a Callan Parco, l'ospedale per malati di mente, prima di lasciare nel 1905, per rilevare lo studio di una dottoressa a Wellington, in Nuova Zelanda. Questa volta la pratica ebbe fortuna. Era direttore medico presso il St Helens Maternity Hospital e medico onorario, con la dott.ssa Daisy Platts-Mills, presso il reparto per bambini del Wellington Hospital dal 1912. Nel 1911 completò il suo M.D. a Edimburgo.

## Prima Guerra Mondiale
Nel 1915 la Bennett divenne la prima donna nominata ufficiale nel British Army. Durante il suo mandato come capitano, lavorò come ufficiale medico negli ospedali di guerra al Cairo. Quando il lavoro si concluse, navigò verso l'Inghilterra, incerta su cosa fare dopo. Quasi immediatamente incontrò Elsie Inglis a Londra, che le chiese di lavorare con gli Scottish Women's Hospitals. Il 2 agosto 1916 l'Unità America, sotto il comando della Bennett, raggiunse Southampton per prepararsi all'imbarco sulla nave ospedale Dunluce Castle per Salonicco. La nave arrivò a Salonicco il 13 agosto e il 17 di quel mese lei andò in auto a visitare il campeggio proposto.
Originariamente inteso come ospedale di base a Salonicco, lo stato dell'unità fu modificato. Essendo l'unico ospedale ad uso della Terza Armata serba sconfitta, ora sarebbe stato situato vicino al fronte, fungendo più o meno da stazione di smistamento delle vittime. Alla fine, il 7 settembre 1916, i primi veicoli del suo convoglio di trentanove auto (inclusa l'Unità della signora Harley), lasciarono Salonicco mettendosi in viaggio per il lago Ostrovo. Entro l'11 settembre la Bennett poté registrare l'Unità Ostrovo: "L'ospedale sta gradualmente entrando in progressione lentamente, in parte a causa del lavoro". Entro il 28 settembre scriveva: "Abbiamo ammesso 204 pazienti fino ad oggi; dieci del personale sono malati, il che significa 14 persone in meno al lavoro..."
Mentre era capo dell'ufficio medico dell'Unità Ostrovo, si occupava delle difficoltà che l'unità affrontava così lontano dal fronte. Troppi uomini stavano perdendo la vita a causa del ritardo nel portarli al suo ospedale. C'era anche il problema della malaria, che il 6 ottobre aveva ucciso, tra le altre, la massaggiatrice dell'ospedale, Olive Smith. Anche se Ostrovo si trovava sulle colline e la minaccia della malaria non era così grave come a Salonicco, la malattia comunque mieteva vittime e alla fine avrebbe posto fine al suo mandato come CMO, quando anche lei cadde vittima della malattia. A poco a poco, mentre la linea di combattimento serba respingeva il nemico, il lavoro in ospedale si allentava. Alla fine di ottobre scrisse: "Il nostro 400º paziente è stato ricoverato oggi". Entro l'inverno le condizioni diventarono più severe. I combattimenti si placarono e le strade divennero impraticabili. L'ospedale era quasi isolato. Di tanto in tanto venivano portati qui casi di scorbuto, perché in prima linea il cibo scarseggiava. A dicembre fu scelto il luogo per l'avamposto ospedaliero di Dobraveni e il personale fu espulso.
Con l'anno nuovo la Bennett fu afflitta da problemi interni e preoccupazioni per l'avamposto di Dobraveni. Verso la fine dell'inverno i raid aerei tedeschi divennero più frequenti e l'avamposto fu spostato a marzo con l'aiuto di 100 prigionieri tedeschi. Con l'estate tornò il pericolo della malaria. La Bennett cedette a causa della malattia e fu costretta a dimettersi per problemi di salute. Fu sostituita da un'altra australiana, Mary De Garis.

## Gli ultimi anni e la morte

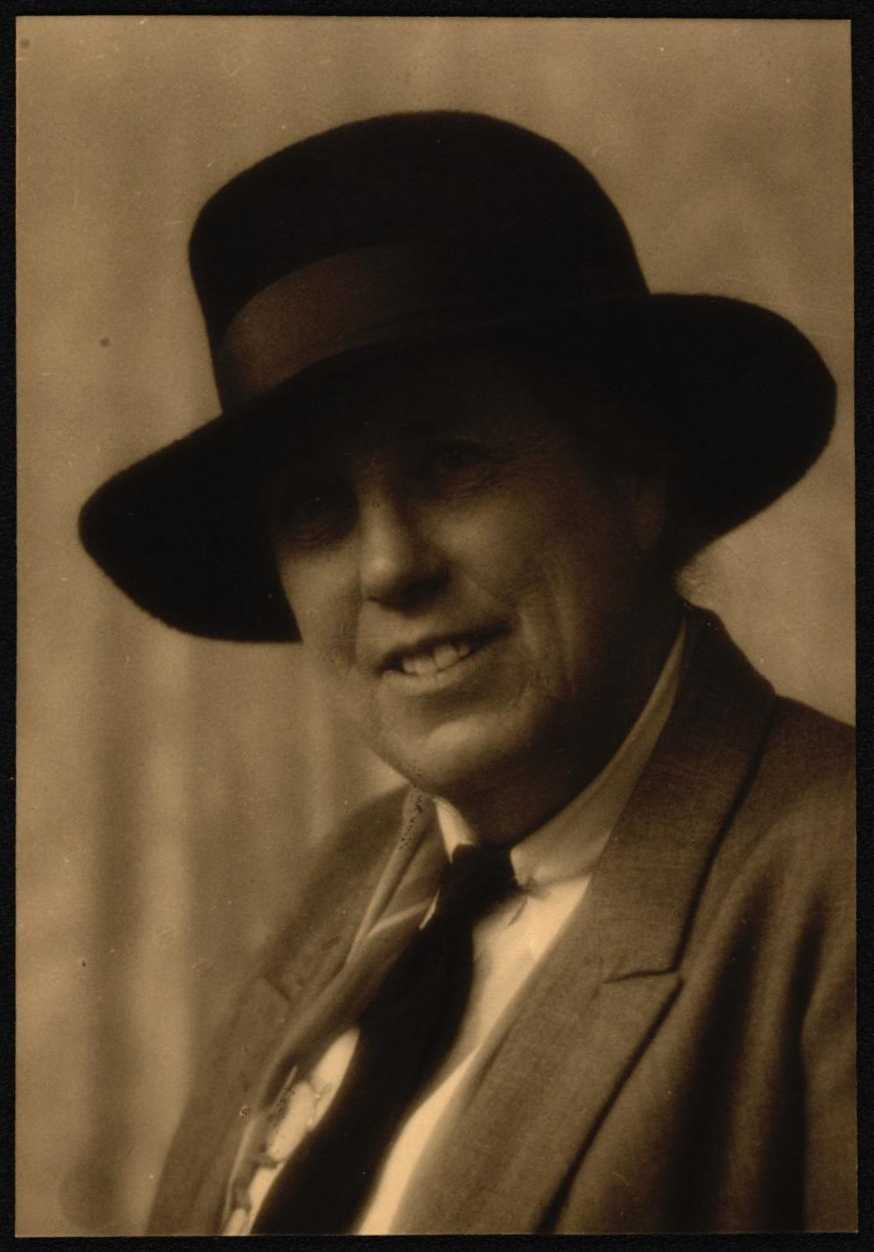
Foto tessera di Agnes Bennett (1931)

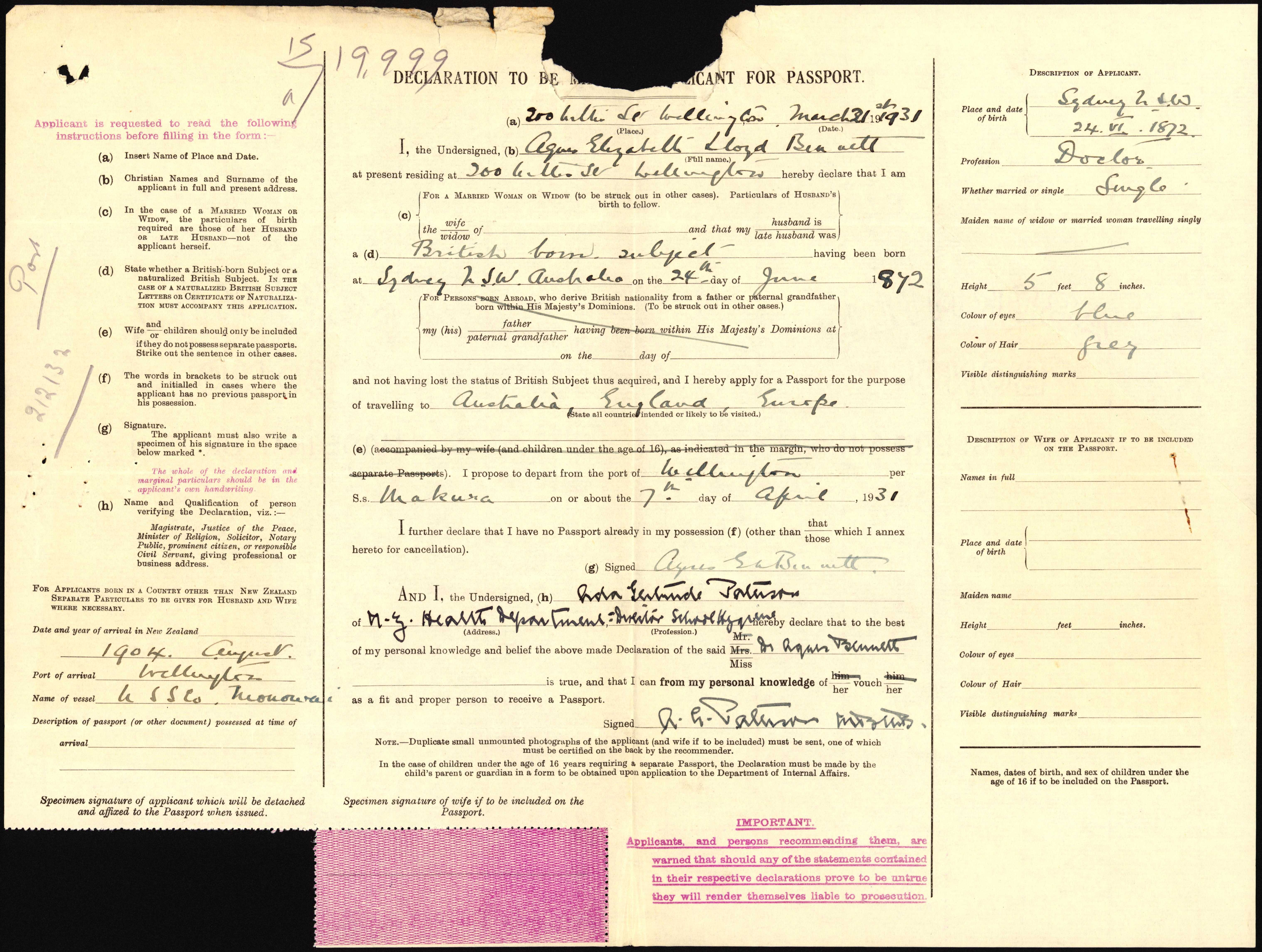
Richiesta del passaporto di Agnes Bennett (1931)

Agnes Bennett divenne il primo presidente della filiale di Wellington della International Federation of University Women (Federazione internazionale delle donne universitarie) nel 1923 e rappresentò la Nuova Zelanda alla sua conferenza mondiale a Cracovia, Polonia, nel 1936. Aveva visitato l'Australia spesso dal 1905 e nel 1938-1939 era una Ufficiale medico presso l'ospedale di Burketown, nel Queensland settentrionale. Ritornò a Wellington e nel 1939 contribuì a formare il Women's War Service Auxiliary (Servizio di guerra femminile ausiliario).
Tra il 1940 e il 1942 lavorò negli ospedali inglesi e, al ritorno in Nuova Zelanda, tenne lezioni ai servizi femminili sulle malattie veneree e sul controllo delle nascite. Negli King's Birthday Honours del 1948, la Bennett fu nominata Ufficiale dell'Ordine dell'Impero britannico per i servizi come medico a Wellington. Morì a Wellington il 27 novembre 1960 e fu cremata con riti presbiteriani. Contribuì in gran parte al miglioramento delle cure mediche materne e infantili in Nuova Zelanda e, tramite l'esempio, il ragionamento e l'organizzazione, fece molto per far avanzare lo status delle donne.